# Кассуло, Андреа
Андреа Кассуло (фр. Andrea Cassulo; 30 ноября 1869, Кастеллетто-д’Орба, королевство Италия — 9 января 1952, Стамбул, Турция) — итальянский прелат и ватиканский дипломат. Епископ Фабриано и Мателики с 15 апреля 1914 по 24 января 1921. Титулярный архиепископ Леонтополис-ин-Августамника с 24 января 1921 по 9 января 1952. Апостольский делегат в Египте с 24 января 1921 по 7 мая 1927. Апостольский делегат в Канаде с 7 мая 1927 по 14 июня 1936. Апостольский нунций в Румынии с 14 июня 1936 по 3 июня 1947. Апостольский делегат в Турции с 3 июня 1947 по 9 января 1952.